# Jaume Martorell
Jaume Martorell (fl. XV secolo) è stato figlio di Francesc Martorell e della sua sposa Damiata e pertanto fratello dello scrittore Joanot Martorell.

## Signore di Masserof
Nel periodo tra gli anni 1435 e 1440 Jaume Martorell fu signore di Masserof, che attualmente è un paese situato a Xaló, nella provincia alicantina di Marina Alta. Perse questo privilegio a causa di un debito contratto con Mateu Pujades, consigliere e tesoriere reale della vicina città di Valencia che divenne così il nuovo signore di Masserof.
In quei tempi, Masserof era una comunità musulmana autonoma, però sottomessa ad una forte pressione economica, come dimostra il fatto che gli abitanti di Masserof furono obbligati a pagare il debito di Jaume. Di fronte ad un simile abuso, un vassallo dell'epoca aveva due possibilità: o rassegnarsi a pagare oppure cercare la protezione di un signore più benevolo.
Solitamente, anche per la scarsità di manodopera dell'epoca, il nuovo signore si rifiutava di restituire poi il vassallo all'antico protettore, nonostante i reclami del suo legittimo possessore.

## I tre fratelli

### Gli interessi familiari
Joanot, Galceran e Jaume, nel lignaggio dei Martorell, sono i tre fratelli che più decisamente ed attivamente agiscono in favore degli interessi familiari. Si scontrarono ripetutamente con Gonçal d'Íxer, Comandante di Muntalbà, tanto che il Governatore del Regno di Valencia obbligò le due parti a trovare una soluzione pacifica al conflitto sul possesso di Llíber, che apparteneva a Galceran Martorell ed era stata acquisita dal Comandante nel corso di una sub-asta pubblica promossa dai creditori dei Martorell, che non ne volevano riconoscere la validità giuridica.

### Jaume procuratore
La relazione di Jaume con Joanot era molto buona: quando questi era assente dal regno, era Jaume l'incaricato a rappresentarlo in qualsiasi tipologia di affari, e perciò si convertiva nel suo procuratore. Si può dire che lo stesso avvenisse nei confronti dell'altro fratello, Galceran, che in un documento in data 21 luglio 1439 lo nomina suo procuratore al fine di siglare una tregua con Ausiàs March. Di questa tregua si prende ufficialmente nota il giorno dopo in un interessante documento notarile, nel quale si esponevano le condizioni dell'accordo e si stabiliva inoltre il pagamento di una multa di 5 000 fiorini per chi non l'avesse rispettata.

## Rinuncia dei diritti ereditari
Il giorno 19 settembre del 1444 Jaume Martorell rinuncia espressamente a qualsiasi diritto che gli potesse corrispondere in virtù del testamento di suo padre, Francesc Martorell, e trasmette tali diritti a Gonçal d'Íxer. Con questo atto Gonçal voleva prevenire il possibile reclamo, nel futuro, di reclami sulla sua titolarità sulla valle di Xalò.